# Bocian warszawski łapciasty

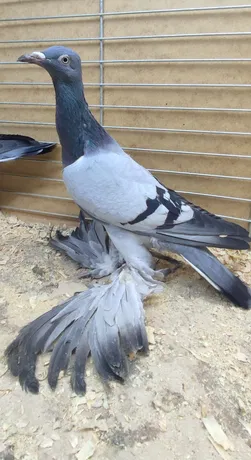
Bocian warszawski łapciasty barwy niebieskiej

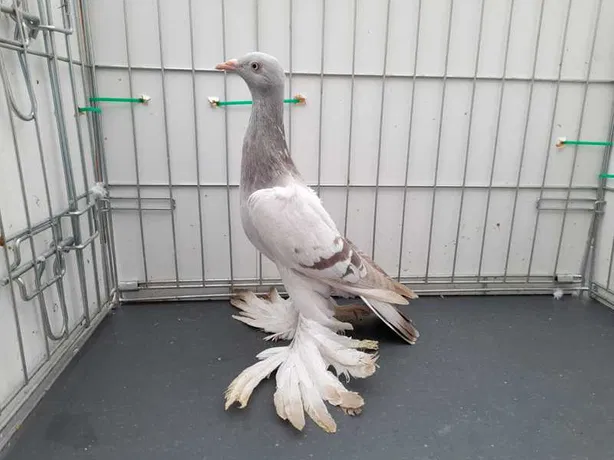
Bocian warszawski łapciasty barwy niebieskopłowej

Bocian warszawski łapciasty – polska rasa gołębi pochodząca od gołębia skalnego (columba livia) powstała na Mazowszu, głównie w okolicach Warszawy. Bocian warszawski łapciasty jest gołębiem typu lotnego, o długiej szyi i wysokich, dobrze upierzonych nogach, z dużymi i gęstymi łapciami.
Bociany warszawskie łapciaste występują w barwach czarnej, czerwonej, żółtej, niebieskiej i niebieskopłowej. Niebieskie i niebieskopłowe mają dwa równoległe pasy biegnące na tarczach skrzydeł. Kolor dzioba zależy od barwy upierzenia, a więc jest od cielistego do ciemnego, a nawet czarnego koloru.